# Romantik (film fra 1930)
 For alternative betydninger, se Romantik. (Se også artikler, som begynder med Romantik)
Romantik (Originaltitel Romance) er en amerikansk romantisk dramafilm fra 1930, instrueret af Clarence Brown og udgivet af Metro-Goldwyn-Mayer.
Filmen havde Greta Garbo, Lewis Stone og Gavin Gordon i hovedrollerne.
Manuskriptet var skrevet af Edwin Justus Mayer og Bess Meredyth, baseret på skuespillet Romance af Edward Sheldon fra 1913.

## Medvirkende
- Greta Garbo som Rita Cavallini
- Lewis Stone som Cornelius Van Tuyl
- Gavin Gordon som Tom Armstrong
- Elliott Nugent som Harry
- Florence Lake som Susan Van Tuyl
- Clara Blandick som Abigail Armstrong
- Henry Armetta som Beppo
- Mathilde Comont som Vannucci
- Rina De Liguoro som Nina (krediteret som Grevinde De Liguoro)

## Modtagelse
Mordaunt Hall fra The New York Times skrev at "Greta Garbos præstationer i Romantik er måske lige så gode som alt andet hun har lavet på film".
Og Norbert Lusk fra magasinet Picture Play sagde at Garbos præstation "er en ting af ren skønhed, en inspirerende blanding af intellekt og følelser, et ømt, spændende, poetisk portræt af en kvinde, som stikker af fra kærligheden, fordi hun føler sig uværdig til den mand der tilbyder hende den".

## Oscar
Nomineringer
- Bedste Kvindelige Hovedrolle: Greta Garbo
- Bedste instruktør: Clarence Brown

## Eksterne Henvisninger
- Romantik på Internet Movie Database (engelsk)
- Romantik i Svensk Filmdatabas (svensk)
- Romantik på AlloCiné (fransk)
- Romantik på MovieMeter (nederlandsk)
- Romantik på AllMovie (engelsk)
- Romantik hos American Film Institute (engelsk)
- Romantiks profil hos Encyclopædia Britannica Online (engelsk)
- Romantik på Turner Classic Movies (engelsk)
- Romantik på The Movie Database (engelsk)
- Romantik på Rotten Tomatoes (engelsk)